# Urceola
Urceola é um género botânico pertencente à família Apocynaceae.